# Geometra usitata
Geometra usitata là một loài bướm đêm trong họ Geometridae.